# 훠어이 훠어이
《훠어이 훠어이》는 KBS 2TV에서 1988년 12월 7일부터 1989년 2월 2일까지 매주 수,목 밤 21시 50분에 방영되었던 드라마인데 70년대 우리나라 경제 변혁기의 주역으로 뛰었던 젊은이들의 신화 같은 성공담과 그들의 허구와 진실을 조명한다.
한편, 출연진 중의 한 명이었던 박규채는 1987년 대통령선거 당시 야당총재 지지 TV 연설을 한 뒤 출연이 봉쇄되었다가 해당 작품을 통해 안방극장 복귀를 했다.
아울러, 경제계의 부조리를 고발하여 신선한 충격을 주었으나 극적 흥미를 노려 사업을 구상하는 젊은이들의 활기찬 행동만을 극의 전면에 표출시켰을 뿐 등장인물에 대한 성격묘사가 부족한 데다가 이들의 행동에 현실성이 결여됐다는 지적이 있었다. 이와 함께, 저작권 침해란 이유로 1989년 1월 11일 서울지방법원에 방영중지가처분신청을 당해야 했다.

## 제작진
- 원작 : 주치호
- 극본 : 이환경
- 연출 : 이영국

## 출연진
- 나한일 : 원창호
- 양미경 : 승미
- 천호진 : 김혼식
- 강남길 : 홍길동
- 오욱철 : 오상수
- 윤철형 : 박만수
- 정복임
- 박규채

## 참고 사항
- 작가 이환경씨가 그 이후 차기작으로 선택했던 KBS 1TV 토요 단막극 인간극장 6화 '마이더스의 손'[4] (94.10.1 ~ 10.22) 조연출자 어수선 PD는 천호진(김혼식 역)과 함께 KBS 2TV 일일드라마 가시나무 꽃에서 조연출자(어수선)-연기자(천호진)로 호흡을 맞췄고 어수선 PD는 이 작품 또다른 출연진에 속한[5] 선우은숙과 함께 인간극장 6화 '마이더스의 손'에서 조연출자(어수선)-연기자(선우은숙)로 호흡을 맞춘 바 있었으며 천호진 박규채는 KBS 2TV 8부작 수목 미니시리즈 숨은 그림 찾기(94.9.14 ~ 10.6) 출연진에 속했다[6].
- 양미경 (승미 역)은 작가 이환경씨가 그 이후 차기작으로 선택했던 KBS 1TV 대하사극 태조 왕건에서 장화왕후 오씨 역으로 나온[7] 염정아와 함께 KBS 2TV 일일드라마 좋은 남자 좋은 여자에서 공연했으며 나한일(원창호 역)은 염정아가 좋은 남자 좋은 여자 종영 후 곧바로 출연한 KBS 2TV 수목 미니시리즈 창공에서 교관 역으로 나왔다.[8]
- KBS 영상자료실에는 첫회와 마지막회만 보관되어 있다.